# 常善
常善（502年—565年），字樂仁，高阳郡（今河北省保定市、沧州市一带）人，南北朝北魏、西魏及北周官員。

## 生平
常善世代是豪门大族，祖先从高阳郡迁居到北魏北部的军镇，父亲常安成在北魏正光末年遭遇柔然入侵边境，以统军的身份跟随镇将慕容胜与柔然交战，大败柔然。当时破六韩拔陵作乱，想要逼迫常安成参与，常安成不服从，率领部下讨伐破六韩拔陵，因功出任伏波将军，获给鼓节。后来常安成与破六韩拔陵连续交战，在阵中战死。
常善在北魏孝昌年间跟随尔朱荣进入洛阳，出任威烈将军、都督，加龙骧将军、中散大夫、直寝，封房城县男，食邑三百户。常善后跟随宇文泰平定侯莫陈悦，出任天水郡太守。永熙三年（
534年），魏孝武帝西迁，常善加武卫将军，进爵为武始县伯，增加食邑二百户。大统初年，常善加平东将军，进爵为侯。俘虏窦泰，收复弘农，沙苑之战，常善屡次有战功，出任使持节、卫将军、署理骠骑大将军、秦州刺史，大统四年（538年），常善跟随参与河桥之战，加大都督，进爵为公，出任泾州刺史。当时遇到柔然入侵，抢劫掠夺西魏北部边境，常善率领部下击败柔然，全部截获柔然掠夺的物资，加车骑大将军、仪同三司，升任骠骑大将军、开府仪同三司、西安州刺史，又转任蔚州刺史。常善在几个州担任刺史，很有政绩。魏恭帝二年（555年），常善晋爵永阳郡公，增加食邑二千户。
周孝闵帝宇文觉登基，常善出任大将军、宁州总管。保定二年（562年），常善回朝出任小司徒。保定四年（564年），突厥出兵与隋国公杨忠东征北齐，朝廷命令常善接应。保定五年（565年）夏，常善去世，虚岁六十四。朝廷赠予使持节、柱国大将军、大都督、延夏盐恒燕五州诸军事、延州刺史。儿子常昇和继承爵位，因为常善的功勋加仪同三司。

## 延伸阅读
[在维基数据编辑]
 《周書·卷27》，出自令狐德棻《周書》
 《北史·卷065》，出自李延壽《北史》